# WK 켈로그
WK 켈로그(영어: WK Kellogg Co)는 미국의 다국적 기업으로, 시리얼 등의 식품을 생산한다. 1894년 세계 최초로 켈로그 형제의 계속된 연구 실험 중에 콘플레이크가 탄생하였으며, 1906년 2월 19일 윌 키스 켈로그가 설립하였다.
2023년 10월부터는 WK켈로그와 켈라노바 분할 신설이 되었다.

## 대한민국
대한민국에는 1981년에 설립된 합작 투자회사인 농심켈로그가 있다.